# クリス・アルコック
クリス・アルコック（Chris Alcock、1988年6月24日 - ）はフォースに所属するラグビーユニオン選手。

## プロフィール
- 南アフリカダーバン出身。
- ポジションはナンバーエイト(No8)、フランカー(FL)。
- 身長 183cm、体重 107kg
- ニックネームはCocky。

## 略歴
べーカーカレッジ、ワラターズ、フォース、シドニー・ラムズ、パース・スピリット、ブランビーズを経て、2017年、釜石シーウェイブスRFCに加入。同年9月10日に行われたジャパンラグビートップチャレンジリーグ第1節の三菱重工相模原ダイナボアーズ戦に先発出場で日本での公式戦初出場を果たした。
2018年、釜石シーウェイブス退団後、フォースを経て、2018年、サントリーサンゴリアスに加入。
2019年、サントリーサンゴリアスを退団した。